# کوم قرمز، قنا
کوم قرمز (به عربی: الكوم الأحمر)، روستایی از توابع فرشوط در استان قنا و کشور مصر است.

## جمعیت
براساس سرشماری سال ۲۰۰۶ مصر، جمعیت آن ۱۱۹۶۶ نفر(۶۱۵۹ مرد و  ۵۸۰۷ زن) بوده‌است.